# Campeonato Mundial de Ciclismo em Estrada de 1986
Os Campeonatos do mundo de ciclismo em estrada de 1986 celebrou-se na cidade estadounidense de Colorado Springs de 4 a 7 de setembro de 1986.

## Resultados
| Event                       | Ouro                                                                      | Ouro       | Prata                                                                   | Prata    | Bronze                                                                | Bronze   |
| --------------------------- | ------------------------------------------------------------------------- | ---------- | ----------------------------------------------------------------------- | -------- | --------------------------------------------------------------------- | -------- |
| Provas masculinas           |                                                                           |            |                                                                         |          |                                                                       |          |
| Homens - corrida em linha   | Moreno Argentin · Itália                                                  | 6.32'38"   | Charly Mottet · França                                                  | + 1"     | Giuseppe Saronni · Itália                                             | + 9"     |
| Contrerrelógio por equipas  | Países Baixos · Tom Cordes · Gerrit de Vries · John Talen · Rob Harmeling | 2h 00' 10" | Itália · Eros Poli · Massimo Podenzana · Mario Scirea · Flavio Vanzella | + 1' 38" | Alemanha Oriental · Uwe Ampler · Uwe Raab · Mario Kummer · Dan Radtke | + 2' 37" |
| Amador - corrida em linha   | Uwe Ampler · Alemanha Oriental                                            | 4.14'48"   | John Talen · Países Baixos                                              | -        | Arjan Jagt · Países Baixos                                            | -        |
| Provas femininas            |                                                                           |            |                                                                         |          |                                                                       |          |
| Mulheres - corrida em linha | Jeannie Longo · França                                                    | 1.38'56"   | Janelle Parks · Estados Unidos                                          | -        | Alla Jakovleva · União Soviética                                      | -        |